# Herbert Bannert
Herbert Bannert (* 1950 in Wien) ist ein österreichischer Klassischer Philologe (Gräzist).

## Leben
Herbert Bannert studierte an der Universität Wien Klassische Philologie, Alte Geschichte und Klassische Archäologie. Er wurde bereits 1973 bei Rudolf Hanslik im Fach Klassische Philologie promoviert. Nach zehn Jahren als Assistent in Wien erreichte er 1983 seine Habilitation, wurde dadurch zum Universitätsdozenten und erhielt den Titel eines außerordentlichen Universitätsprofessors. 2008 wurde er zum Vorstand des Instituts für Klassische Philologie, Mittel- und Neulatein der Universität Wien bestellt. 2016 trat er in den Ruhestand.
Bannerts Forschungsschwerpunkt sind die homerischen Epen und die griechische Tragödie. Er veröffentlichte zahlreiche Monographien und Aufsätze. Seine meistverbreiteten Werke sind Homer in Selbstzeugnissen und Bilddokumenten (acht Auflagen seit 1979) und Homer lesen (2005).